# William Kuhlemeier
William Kuhlemeier (Washington D. C.; 14 de agosto de 1908-8 de julio de 2001) fue un gimnasta artístico estadounidense, medallista de bronce olímpico en Los Ángeles 1932 en la prueba de lanzamiento de mazas.

## Carrera deportiva
En las Olimpiadas de Los Ángeles 1932 ganó la medalla de bronce en lanzamiento de mazas, quedando situado en el podio tras sus compatriotas los estadounidenses George Roth y Philip Erenberg.